# إسمايلي غونشالفيز دوس سانتوس
إسمايلي غونشالفيز دوس سانتوس (بالبرتغالية: Ismaily Gonçalves dos Santos) هو لاعب كرة قدم برازيلي في مركز الظهير الأيسر ولد في يوم 11 يناير 1990 في بلدة أنجيليكا في ماتو غروسو دو سول في البرازيل، يلعب حالياً مع نادي شاختار دونتسك وسبق له اللعب مع نادي إيفنهيما وديسبورتيفو برازيل ونادي ساو بينتو وإشتوريل برايا ونادي أولهانينسي وسبورتينغ براغا، يبلغ طوله 177 سم.

## روابط خارجية
- إسمايلي غونشالفيز دوس سانتوس على موقع الاتحاد الأوربي (الإنجليزية)
- إسمايلي غونشالفيز دوس سانتوس على موقع اتحاد أوكرانيا (الإنجليزية)
- إسمايلي غونشالفيز دوس سانتوس على موقع قاعدة بيانات كرة القدم.إي يو (الإنجليزية)
- إسمايلي غونشالفيز دوس سانتوس على موقع ليكيب (الفرنسية)
- إسمايلي غونشالفيز دوس سانتوس على موقع Soccerbase.com (لاعب) (الإنجليزية)
- إسمايلي غونشالفيز دوس سانتوس على موقع Soccerway.com (الإنجليزية)
- إسمايلي غونشالفيز دوس سانتوس على موقع عالم كرة القدم.نت (الإنجليزية)
- إسمايلي غونشالفيز دوس سانتوس على موقع AS.com (الإسبانية)